# Oxalis engleriana
Oxalis engleriana là một loài thực vật có hoa trong họ Chua me đất. Loài này được Schltr. mô tả khoa học đầu tiên năm 1898.